# Lemoinova kružnice
Lemoinova kružnice nebo také první Lemoinova kružnice je speciální kružnice trojúhelníka.

## Symediána a Lemoinův bod
Symediána je osově souměrný obraz těžnice podle osy příslušného úhlu (např. symediána těžnice z vrcholu A podle osy úhlu při vrcholu A). Každý trojúhelník má tři symediány. Všechny symediány trojúhelníka se protínají v jednom bodě, který se nazývá Lemoinův bod. Lemoinův bod leží uvnitř trojúhelníka a platí pro něj, že má ze všech vnitřních bodů trojúhelníka nejmenší součet čtverců vzdáleností od stran trojúhelníka.

## Lemoinova kružnice
Pokud Lemoinovým bodem vedeme rovnoběžky s jednotlivými stranami, všechny průsečíky těchto rovnoběžek se stranami (je jich šest) leží na kružnici, která se nazývá první Lemoinova kružnice. Střed první Lemoinovy kružnice je středem úsečky spojující Lemoinův bod a střed kružnice opsané. Lemoinova kružnice je speciální případ Tuckerovy kružnice. Existuje také druhá Lemoinova kružnice.

## Popis obrázku
ΔABC
- a, b, c – strany,
- ta, tb, tc – těžnice,
- Ta, Tb, Tc – paty těžnic,
- T - těžiště,
- sa, sb, sc – osy úhlů,
- S – průsečík os úhlů (střed kružnice vepsané),
- la, lb, lc – symediány,
- L – průsečík symedián (Lemoinův bod),
- oa, ob, oc - osy stran,
- O – průsečík os stran (střed kružnice opsané),
- K – střed úsečky LO, střed Lemoinovy kružnice,
- k – Lemoinova kružnice,
- ra, rb, rc – rovnoběžky se stranami vedené Lemoinovým bodem,
- Ra1, Ra2, Rb1, Rb2, Rc1, Rc2 – průsečíky stran a rovnoběžek ra, rb, rc, všechny leží na Lemoinově kružnici,